# Рольганг

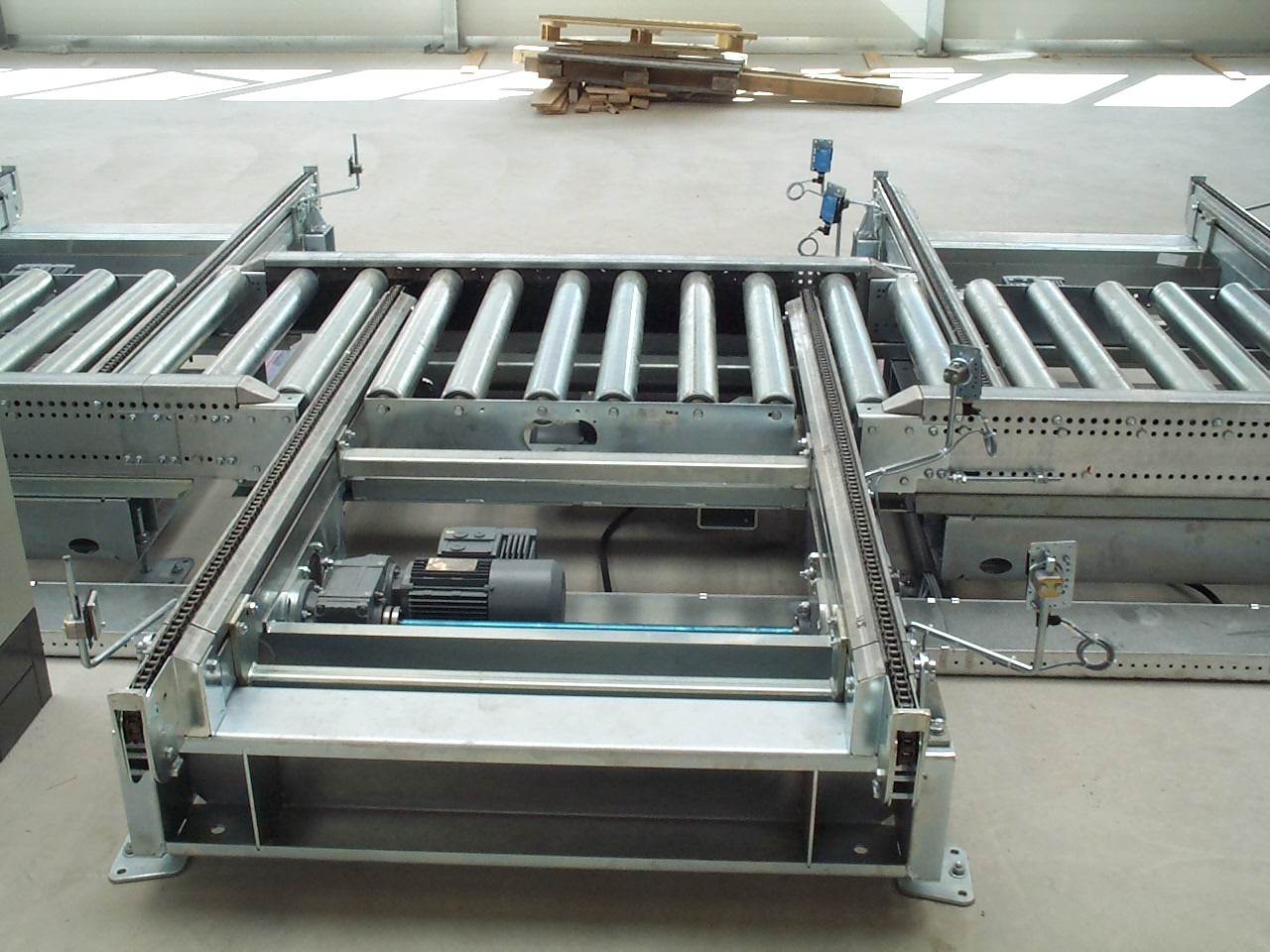
Рольганг для вивантаження

Рольга́нг (нім. Rollgang, від Rolle — коток і Gang — хід) або ро́ликовий конве́єр (транспорте́р) — конвеєр, роликами якого, закріпленими на невеликій відстані один від одного, переміщаються вантажі (поштучні або у тарі).

## Класифікація

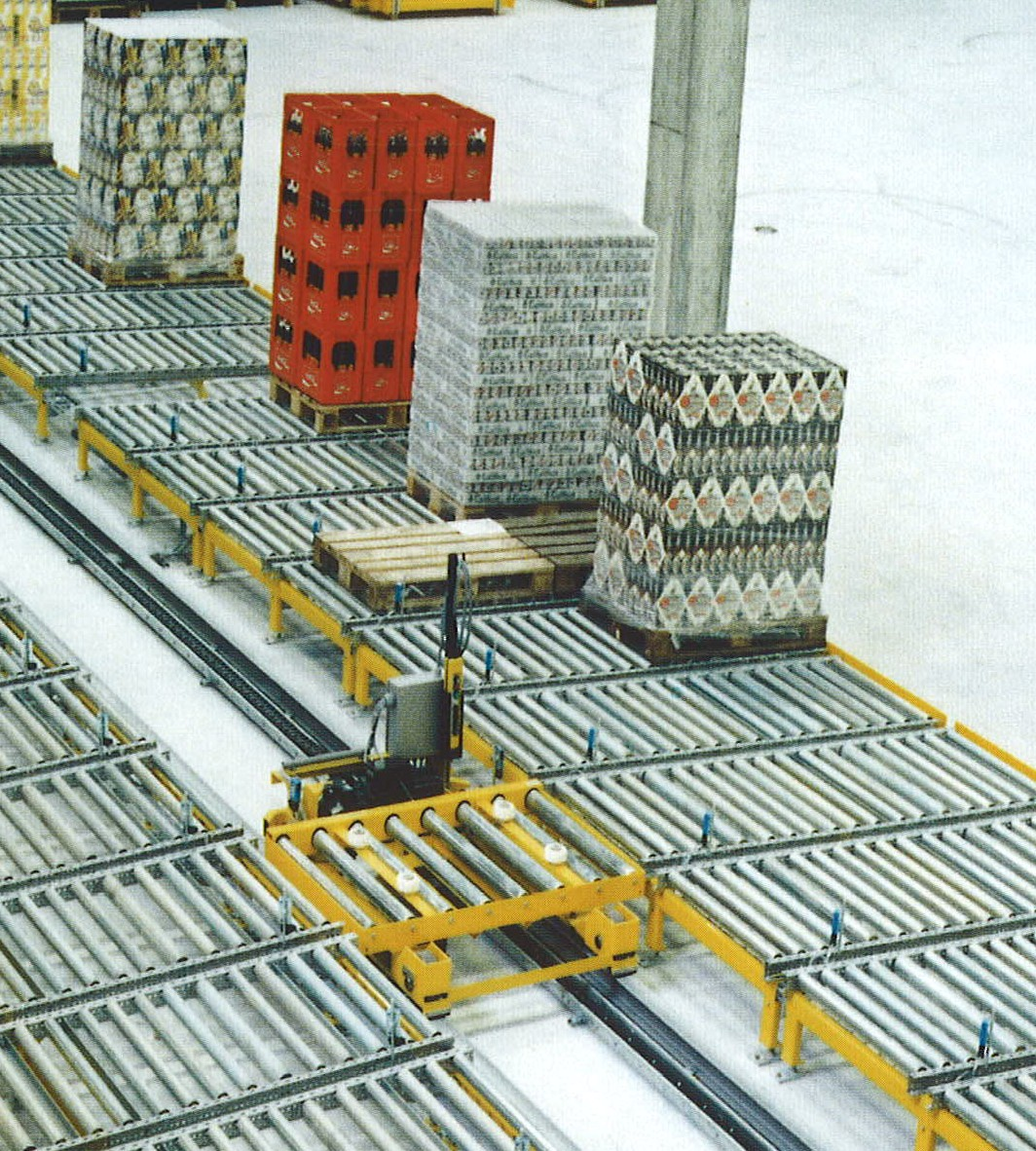
Система рольгангів

Роликові конвеєри поділяють на: неприводні (гравітаційні) та приводні.
На приводних рольгангах рух вантажу передається силою тертя, яка виникає між роликами, яким надається обертовий рух від групового або індивідуального привода, і вантажем, який на них лежить. На неприводних рольгангах вантаж переміщається під впливом прикладеної до нього рушійної сили. Ролики обертаються від взаємодії з рухомим вантажем, зменшуючи опір його рухові. Неприводні рольганги часто встановлюються з невеликим нахилом, що забезпечує рух вантажу самокатом під дією сили ваги.
Залежно від геометрії робочої траси, роликові конвеєри бувають:
- прямими;
- змієподібними;
- поворотними.

## Конструктивні особливості

Рольганг гравітаційний: 1. ролик, 2. рама

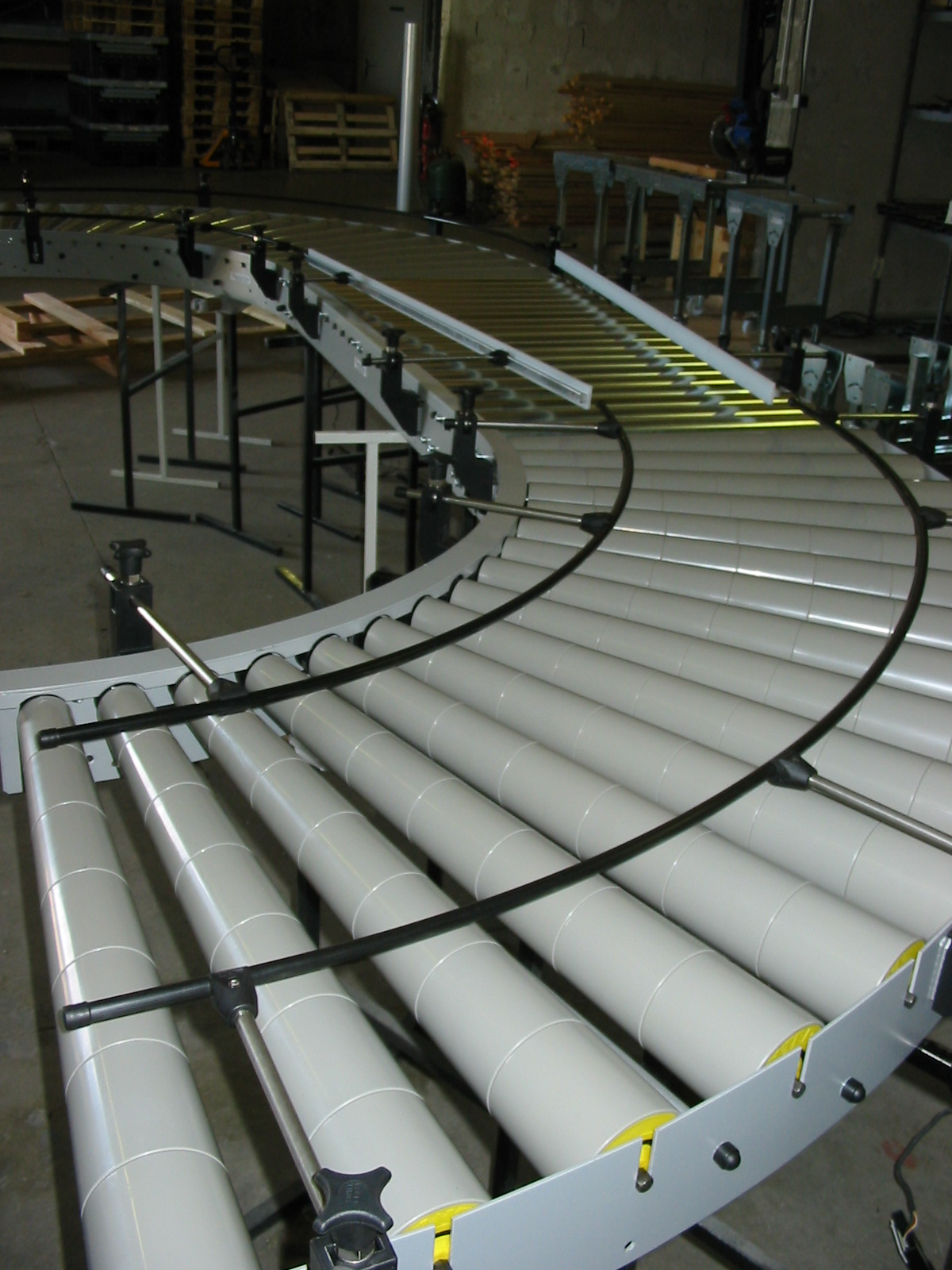
Поворотна ділянка роликового конвеєра з додатковими напрямними

Конвеєри складаються з роликів, змонтованих на жорсткій рамі. Система роликів формує робочу поверхню. Ролики — це деталі циліндричної або конічної форми, виготовлені з алюмінієвого сплаву, пластика підвищеної міцності, неіржавної або конструкційної сталі, що встановлюються на підшипниках кочення або ковзання. У прокатних станах, де ролики зазнають ударів металу, застосовують ковані ролики.
Для безперебійної роботи дистанція між осями роликів не повинна перевищувати половини довжини найменшої одиниці вантажу.
Гравітаційні (неприводні) моделі рольгангів часто мають модульну структуру. З окремих секцій невеликої довжини, які можуть мати лінійну чи кутову форму, можна складати конструкції з трасою будь-якої довжини та конфігурації.
Залежно від особливостей транспортованих вантажів, області та мети застосування роликового транспортера, він може комплектуватись додатковими пристосуваннями: відбійниками, напрямними, знімними бортами, електронними пристроями стеження тощо.

## Застосування
Роликові конвеєри застосовують для переміщення поштучних вантажів (труби, колоди, піддони, контейнери, ящики, прокат, виливки, плити, окремі деталі) в горизонтальному або похилому (під невеликим кутом) напрямі в різних виробництвах, на складах тощо.
Такі конвеєри часто використовують у виробничих цехах для забезпечення відповідних технологічних процесів. У прокатному виробництві роликові конвеєри — це основний тип конвеєрів для транспортування гарячого прокату. Застосовуються у прохідних печах, як частина транспортних, сільськогосподарських та інших машин.
Неприводні рольганги застосовуються на пакувальних, сортувальних, бракувальних столах, перевантажувальних ділянках з одного конвеєра на інший, для транспортування стосів або тюків тощо.